# 呉奮
呉 奮（ご ふん、生没年不詳）は、中国後漢末期の武将。孫権に仕えた。揚州呉郡呉県の人。

## 生涯
伯母の呉夫人は孫堅の妻で、孫策・孫権らの母。父の呉景は孫堅の時代から武将として活躍し、孫策・孫権兄弟にも引き続き仕えた。
建安8年（203年）に呉景が亡くなると、呉奮が兵を授けられて部将となった。孫権が荊州征伐に赴く際には呉郡都督に任じられ、東方の鎮めに当たった。
新亭侯に封じられた後に死去。子の呉安が後を継いだ。